# Anolis imias
Anolis imias — вид ігуаноподібних ящірок родини анолісових (Dactyloidae). Ендемік Куби.

## Поширення і екологія
Anolis imias мешкають на крайньому сході Куби, на півдні провінції Гуантанамо. Вони живуть в напівпустельних прибережних чагарникових заростях, трапляються серед скель. Живляться комахами та іншими анолісами.